# Ramos Arizpe
Ramos Arizpe ist eine Stadt im mexikanischen Bundesstaat Coahuila. Ramos Arizpe hat etwa 66.000 Einwohner und ist Verwaltungszentrum des gleichnamigen Municipio Ramos Arizpe. Die Stadt liegt 11 Kilometer von Saltillo, der Hauptstadt des Bundesstaats, entfernt und ihre Bewohner beziehen ihren Lebensunterhalt vorwiegend aus der Automobilindustrie und dem Dienstleistungssektor.

## Geschichte
Ramos Arizpe wurde 1577 als Valle de las Labores gegründet, 1606 umbenannt in Valle de San Nicolás de la Capellanía und schließlich nach Miguel Ramos Arizpe (1775–1843) benannt. Zur Stadt erhoben wurde Ramos Arizpe im Jahr 1980.

## Söhne und Töchter der Stadt
- Fidencio Flores, Schriftsteller
- Miguel Ramos Arizpe, Vater des Föderalismus (1775–1843)
- Francisco Coss, Revolutionär (1880–1961)
- Eulalio Gutiérrez, Revolutionär und Präsident Mexikos (1881–1939)
- Luis Gutiérrez Ortiz, Revolutionär (1890–1950)
- Ana Paula Vázquez (* 2000), Bogenschützin